# Liste des abbés de Cîteaux

## Liste des abbés de l'abbaye de Cîteaux

### De la fondation en 1098 à la Révolution française
- 21 mars 1098 au 6 juillet 1099 : saint Robert de Molesme
- juillet 1099 au 26 janvier 1108 : saint Albéric
- 1108 à septembre 1133 : saint Étienne Harding
- 1133 à début 1134 : Guy de Trois-Fontaines
- 1134 au 16 décembre 1150 : Raynaud de Bar-sur-Seine
- début 1151 au 31 mars 1155 : Goswin de Bonnevaux [Ménologe cistercien 1]
- avril 1155 à septembre 1161 : Lambert de Morimond[Ménologe cistercien 2]
- septembre 1161 au 21 avril 1163 : Fastrède de Cambron
- mai 1163 au 17 octobre 1168 : bienheureux Gilbert le Grand
- novembre 1168 au 28 juillet 1178 : Alexandre de Cologne
- décembre 1178 au 27 novembre 1180 : Guillaume de Toulouse
- fin 1180[1] à mars/avril 1184 : Pierre de Pontigny
- septembre 1184 au 1er janvier 1186 : Bernard de Fontaines
- début 1186 à août 1189 : Guillaume II de la Prée
- août 1189 au 11 janvier 1190 : Thibaut
- janvier 1190 au 3 janvier 1194 : Guillaume III
- janvier 1194 à mars/avril 1194 : Pierre II
- avril/mai 1194 à 1200 : Guy II de Paray
- septembre 1200 au 12 mars 1212 : Arnaud Amaury
- mars/avril 1212 à mars/avril 1217 : Arnaud II
- 3 avril 1217 au 8 janvier 1218 : saint Conrad d'Urach, ancien abbé de Clairvaux
- début 1219 à 1236 : Gauthier d'Orchies
- 11 novembre 1236 à 1238 : Jean de Boxley
- 1238 à 1243 : Guillaume IV de Montaigu
- juillet 1243 à 1257 (date incertaine) : Boniface de Cîteaux
- 1257 ou 1258 à mai 1262 : Guy III de Bourgogne
- mai/juin 1262 à 1266 : Jacques de Cîteaux
- 1266 au 9 octobre 1284 : Jean II de Ballon
- octobre 1284 au 2 janvier 1294 : Thibaut II de Saucy
- janvier 1294  à septembre 1294 : Robert II de Pontigny
- 9 octobre 1294 au 30 novembre 1299 : Rufin de la Ferté
- fin 1299 à 1303 : Jean III de Pontissier de Pontoise
- milieu 1303 au 28 juillet 1315 : Henri
- août 1315 au 6 janvier 1317 : Conrad II de Metz
- janvier 1317 au 13 février 1337 : Guillaume V
- 19 février 1337 au 8 juin 1359 : Jean IV de Chaudenay
- 9 juillet 1359 au 23 mars 1363 : Jean V le Gentil de Rougemont[2]
- fin mars 1363 au 20 décembre 1375 : Jean VI de Bussières
- début 1376 au 9 juillet 1389 : Gérard de Bussières de la Tour d'Auvergne
- août 1389 au 18 avril 1405 : Jacques II de Flogny
- 1405 au 21 décembre 1428 : Jean VII de Martigny
- 1429 au 30 avril 1440 : Jean VIII Picart d'Aulnay
- 1440 au 25 novembre 1458 : Jean IX Vion de Gevrey
- fin 1458 au 22 juillet 1462 : Guy IV d'Autun
- 1462 au 24 mars 1476 : Humbert-Martin de Losne
- fin avril 1476 au 20 novembre 1501 : Jean X de Cirey
- 1501 au 25 octobre 1516 : Jacques III Theuley de Pontailler-sur-Saône
- 1516 au 10 septembre 1517 : Blaise Légier de Ponthémery
- 16 septembre 1517 au 25 avril 1521 : Guillaume V du Boissey
- 29 avril 1521 au 26 mars 1540 : Guillaume VI Le Fauconnier
- 30 mars 1540 au 26 décembre 1559 : Jean XI Loisier
- 6 janvier 1560 au 19 juin 1564 : Louis de Baissey
- 1/2 juillet 1564 au 23 octobre 1571 : Jérôme de la Souchère. Né en 1508 en Auvergne, refusa le cardinalat en 1567, accepta la nomination par le pape Pie V le 24 mars 1568. Mort à Rome le 10 novembre 1571[3].
- 12 décembre 1571 à décembre 1583 : Nicolas I Boucherat, c'est lui qui fit élever le mur de séparation de la chapelle mortuaire des ducs, à la fin de son abbatiat.
- juin 1584 au 21 août 1604 (date incertaine) : Edmond de la Croix
- octobre 1604 au début mai 1625 : Nicolas II Boucherat
- 3 juin 1625 au 30 novembre 1635 : Pierre III Nivelle
- 19 novembre 1635 au 4 décembre 1642 : Armand Jean du Plessis, cardinal de Richelieu
- 2 janvier 1643 au 1er février 1670 : Claude Vaussin
- 29 mars 1670 au 6 mai 1670 : Louis II Loppin[4]
- 20 juillet 1670 au 15 janvier 1692 : Jean XII Petit
- 27 mars 1692 au 4 mars 1712 : Nicolas III Larcher
- 20 mai 1712 au 31 janvier 1727 : Edmond II Perrot ou Edme né vers 1640
- 21 avril 1727 au 14 septembre 1748 : Andoche Pernot des Crots
- 27 novembre 1748 au 25 avril 1797 : François Trouvé

Conséquence de la Révolution française, l'abbatiat de Cîteaux est vacant de 1797 à 1899.

### De la Révolution française à nos jours
- 1899-1904 : Sébastien Wyart [ abbé général de l'ordre des Trappistes ]
- 1904-1922 : Augustin Marre [ abbé général de l'ordre des Trappistes ]
- 1922-1929 : Jean-Baptiste Ollitrault de Keryvallan [ abbé général de l'ordre des Trappistes ]
- 1929-1943 : Herman-Joseph Smets [ abbé général de l'ordre des Trappistes ]
- 1943-1951 : Dominique Nogues [ abbé général de l'ordre des Trappistes ]
- 1951-1963 : Gabriel Sortais [ abbé général de l'ordre des Trappistes ]
- 1963-1969 : Jean XIII Chanut
- 1969-1993 : Loys Samson
- 1993-2021 : Olivier Quenardel
- 2021- présent : Pierre-André Burton

## Portraits de quelques abbés

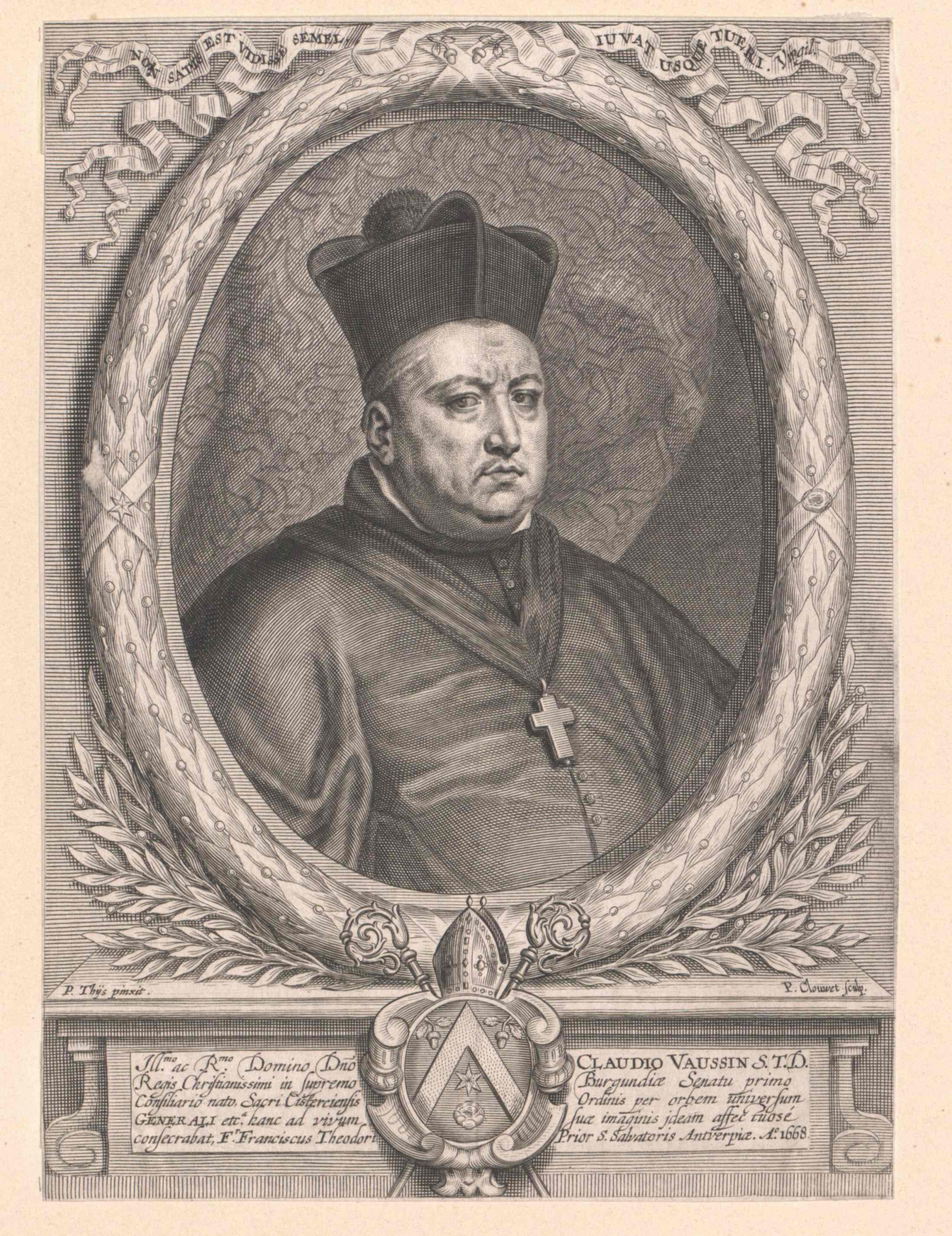
Claude Vaussin, abbé de Cîteaux (1643-1670)
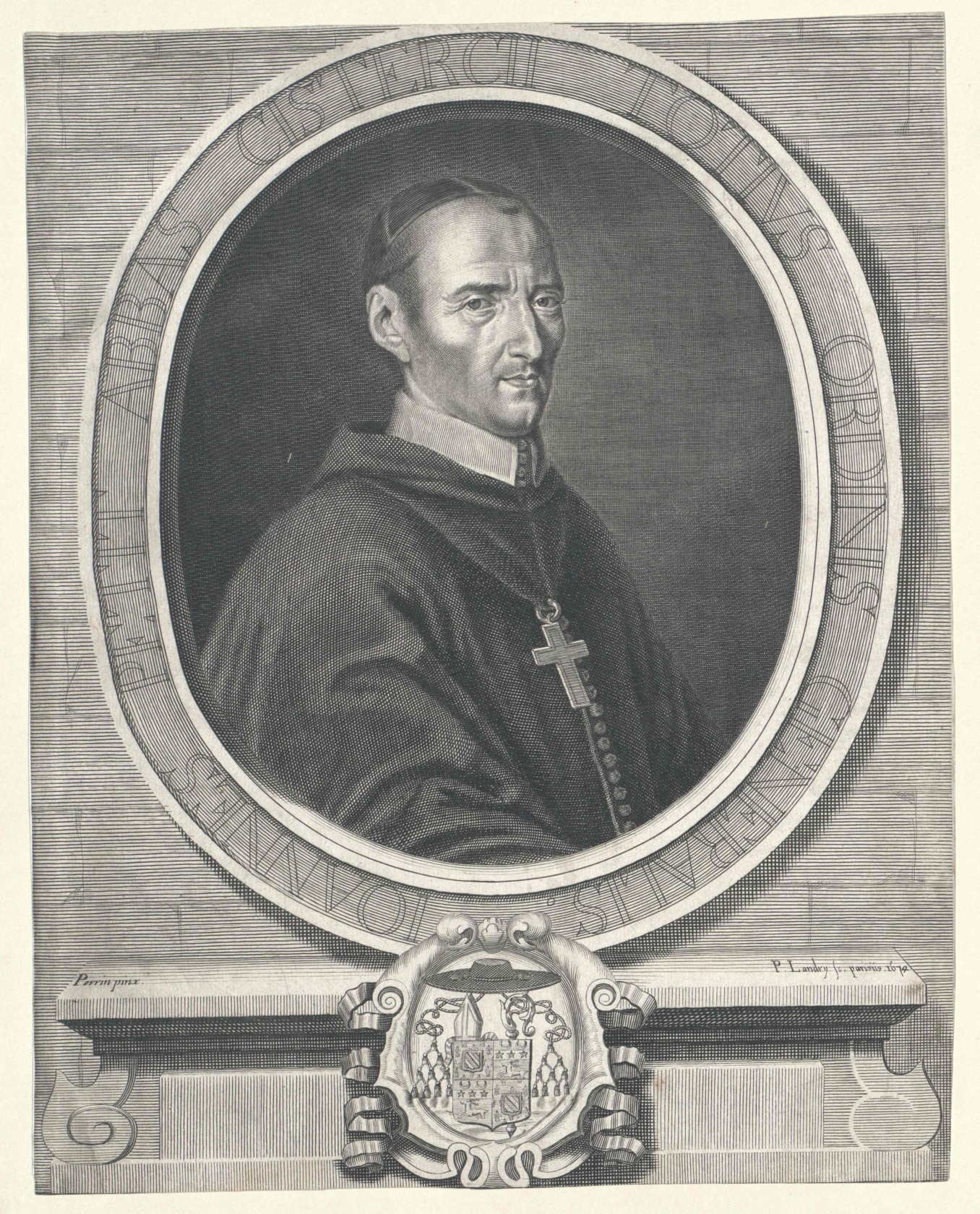
Jean Petit, abbé de Cîteaux (1670-1692)
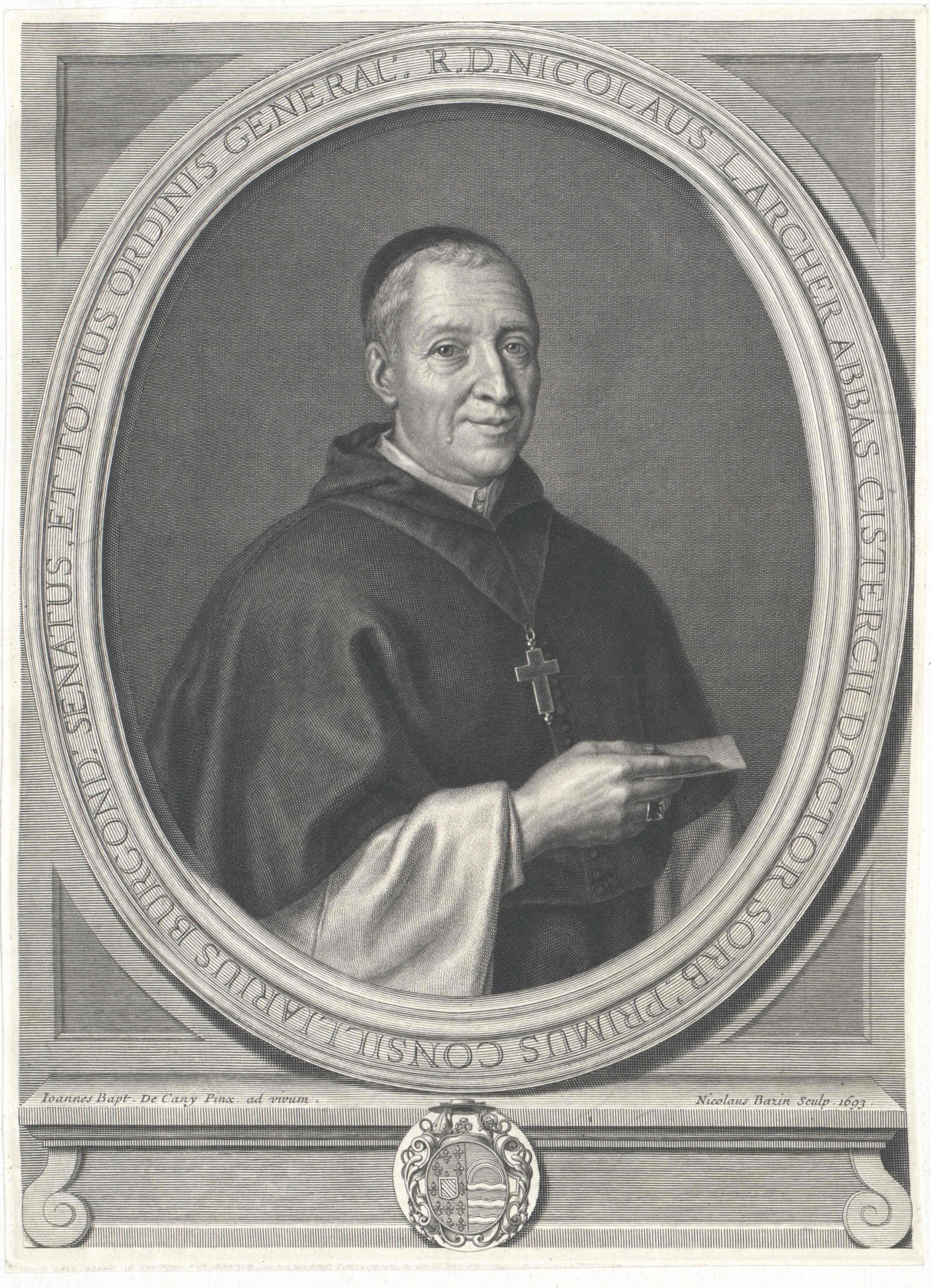
Nicolas Larcher, abbé de Cîteaux (1692-1712)
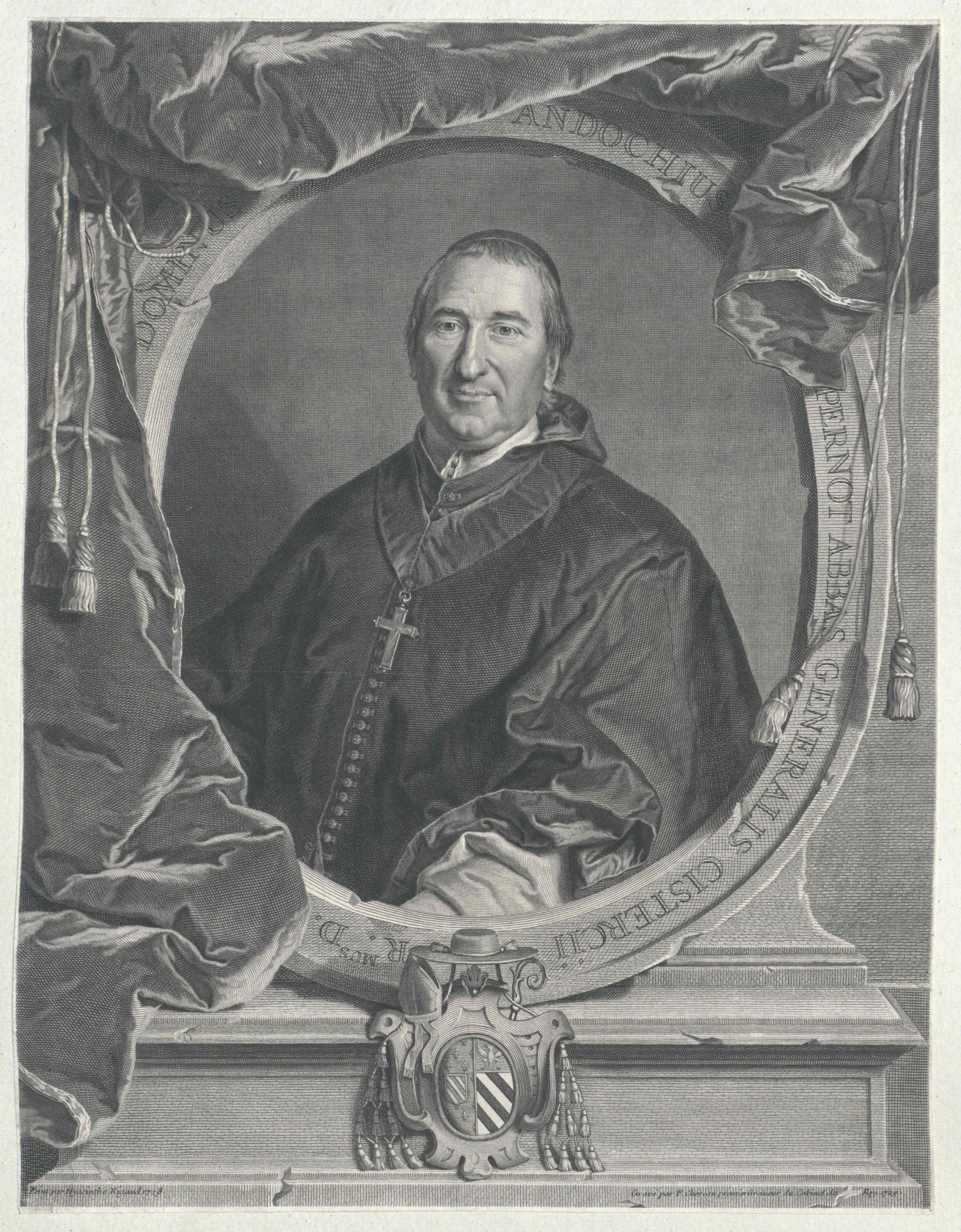
Andoche Pernot des Crots, abbé de Cîteaux (1727-1748)
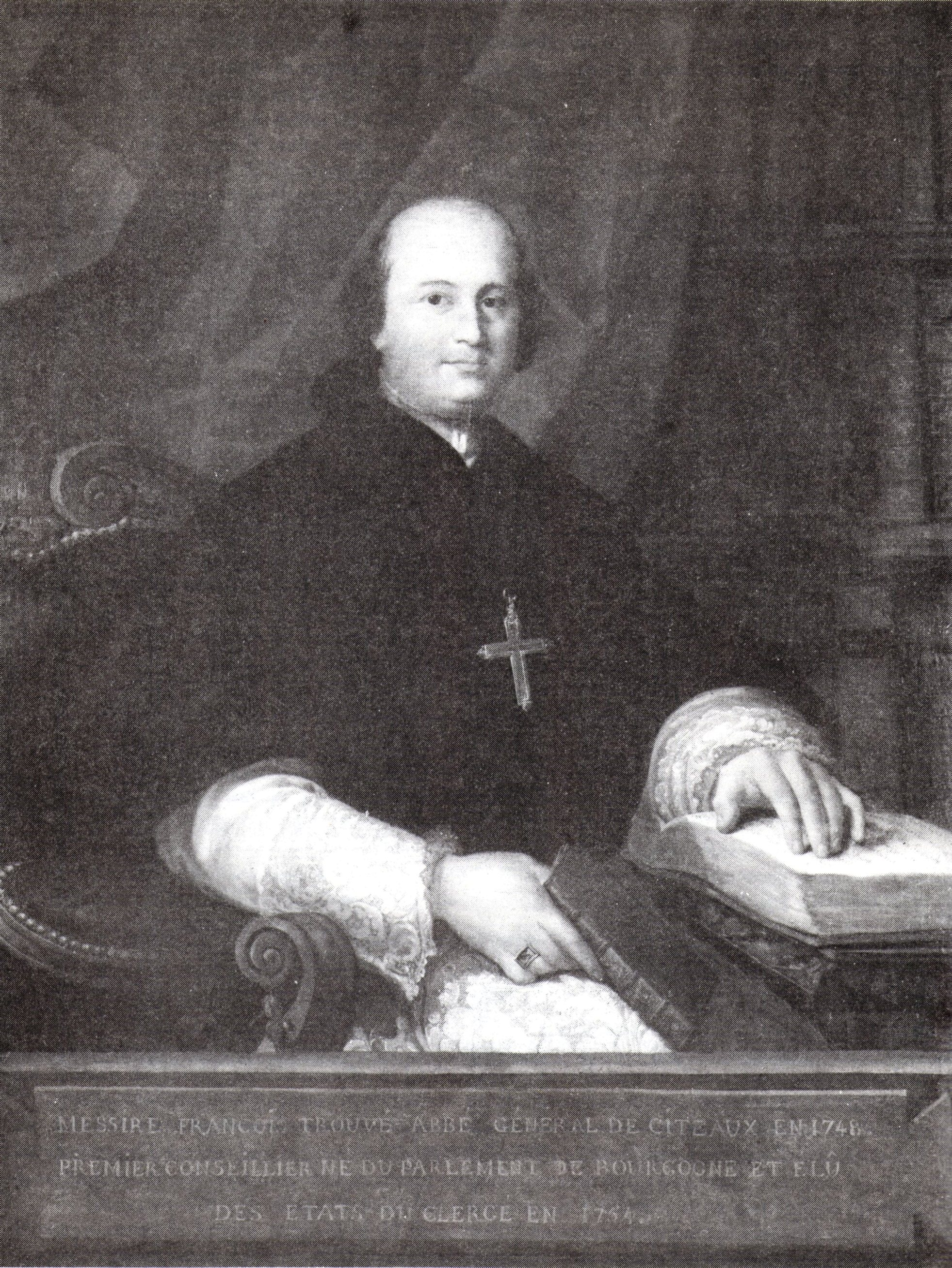
François Trouvé, abbé de Cîteaux (1748-)